# 1137년

## 연호
- 남송(南宋) 소흥(紹興) 7년
- 금(金) 천회(天會) 15년
- 일본(日本) 호엔(保延) 3년
- 서하(西夏) 대덕(大德) 3년
- 리 왕조(李朝) 티엔쯔엉바오뜨(天彰寶嗣) 5년

## 기년
- 남송(南宋) 고종(高宗) 11년
- 금(金) 희종(熙宗) 3년
- 고려(高麗) 인종(仁宗) 15년
- 서하(西夏) 숭종(崇宗) 52년
- 리 왕조(李朝) 신종(神宗) 10년

## 사건
- 프랑스 왕 루이 7세 등극 및 아키텐의 엘레오노르와 결혼
- 아키텐의 엘레오노르 아키텐 여공 계승

## 사망
- 프랑스 왕 루이 6세